# Clonaria
Clonaria är ett släkte av insekter. Clonaria ingår i familjen Diapheromeridae.

## Dottertaxa tillClonaria, i alfabetisk ordning[1]
- Clonaria abdul
- Clonaria adelungi
- Clonaria aegyptiaca
- Clonaria aestuans
- Clonaria affinis
- Clonaria agrostimorpha
- Clonaria albida
- Clonaria angolensis
- Clonaria annulata
- Clonaria aphrodite
- Clonaria arcuata
- Clonaria arida
- Clonaria asystasia
- Clonaria beroe
- Clonaria beybienkoi
- Clonaria bifurcata
- Clonaria bispinosa
- Clonaria breviuscula
- Clonaria brunneri
- Clonaria buchholzi
- Clonaria bugoiensis
- Clonaria canaliculata
- Clonaria capelongata
- Clonaria capemontana
- Clonaria cederbergensis
- Clonaria conformans
- Clonaria congoensis
- Clonaria cristata
- Clonaria cryptocercata
- Clonaria cylindrica
- Clonaria damicornis
- Clonaria deschauenseei
- Clonaria dicranura
- Clonaria digitalis
- Clonaria eitami
- Clonaria elgonensis
- Clonaria ensis
- Clonaria evanescens
- Clonaria excisa
- Clonaria fissa
- Clonaria flavescens
- Clonaria forcipata
- Clonaria fritzschei
- Clonaria furcata
- Clonaria furcifer
- Clonaria gigliotosi
- Clonaria globosa
- Clonaria gracilipes
- Clonaria gracilis
- Clonaria graminis
- Clonaria guenzii
- Clonaria guilielmi
- Clonaria hamuligera
- Clonaria incisa
- Clonaria inclinata
- Clonaria inconspicua
- Clonaria indica
- Clonaria insolita
- Clonaria insulsa
- Clonaria javanica
- Clonaria jeanneli
- Clonaria kibonotensis
- Clonaria kivuensis
- Clonaria kurda
- Clonaria laminifera
- Clonaria leprosa
- Clonaria libanica
- Clonaria lindneri
- Clonaria lineaalba
- Clonaria lineata
- Clonaria lineolata
- Clonaria longefurcata
- Clonaria longithorax
- Clonaria luethyi
- Clonaria manderensis
- Clonaria massaica
- Clonaria massauensis
- Clonaria minuta
- Clonaria montana
- Clonaria montivaga
- Clonaria nairobensis
- Clonaria naivashensis
- Clonaria nana
- Clonaria natalis
- Clonaria nebulosipes
- Clonaria nimbana
- Clonaria nubilipes
- Clonaria obocensis
- Clonaria parva
- Clonaria pedunculata
- Clonaria planicercata
- Clonaria polita
- Clonaria postrostrata
- Clonaria postspinosa
- Clonaria predtetshenskyi
- Clonaria proboscidea
- Clonaria prodigiosa
- Clonaria prolata
- Clonaria propinqua
- Clonaria pulchrepicta
- Clonaria pulchripes
- Clonaria quinquecarinata
- Clonaria rectangulata
- Clonaria reducta
- Clonaria rehni
- Clonaria rubrotaeniatus
- Clonaria ruwenzorica
- Clonaria sansibara
- Clonaria schaumi
- Clonaria schizura
- Clonaria securigera
- Clonaria sicca
- Clonaria silvaepluvialis
- Clonaria simplex
- Clonaria sjoestedti
- Clonaria sororcula
- Clonaria specifica
- Clonaria spinulosa
- Clonaria subquadrata
- Clonaria talea
- Clonaria tardigrada
- Clonaria tenuis
- Clonaria trivittata
- Clonaria uvaroviana
- Clonaria werneri
- Clonaria viridis
- Clonaria voluptaria
- Clonaria xiphidophora